# Jahreszeiten (Ikonographie)

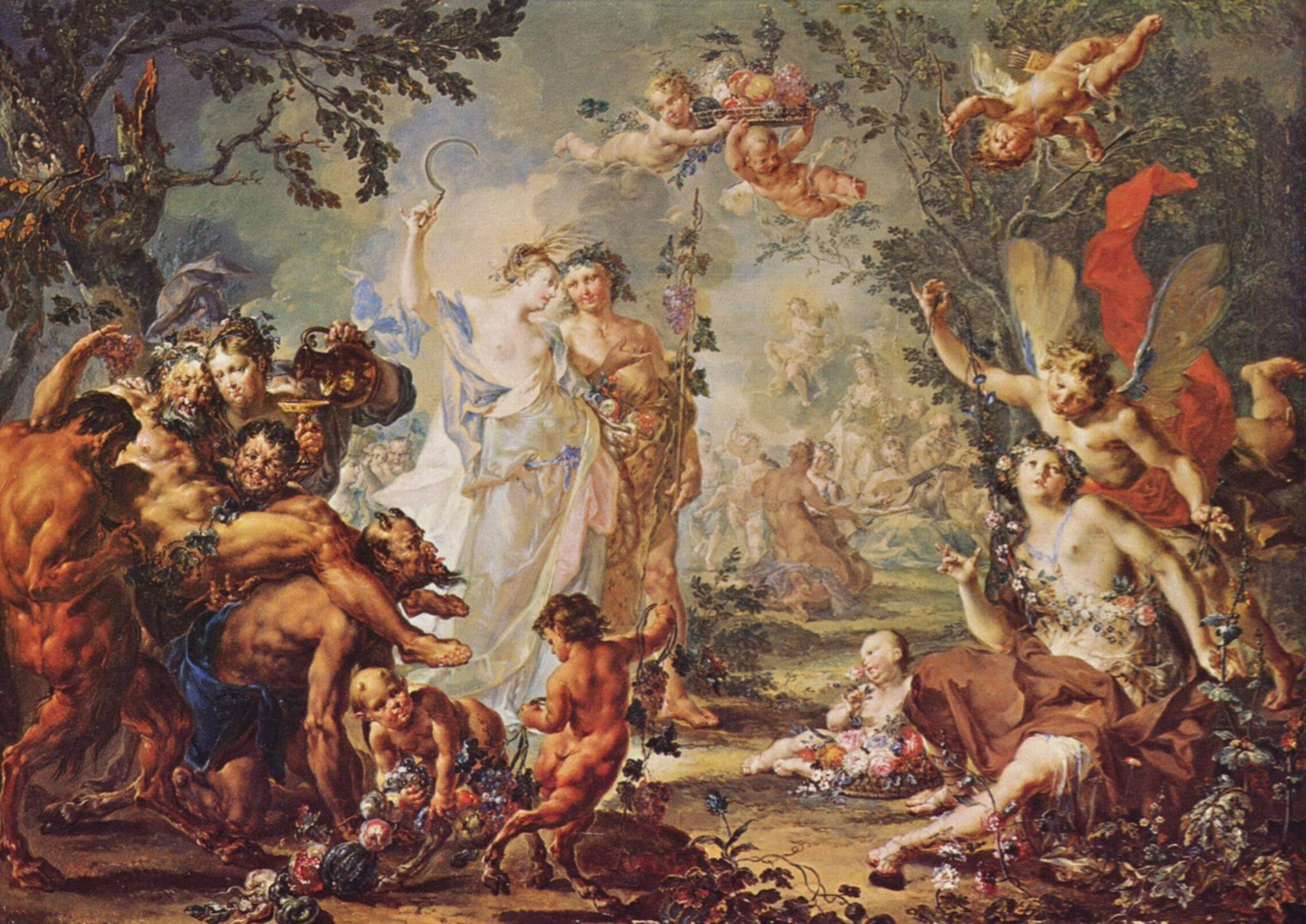
Johann Georg Platzer, Allegorie der vier Jahreszeiten, um 1750

Die Ikonographie der vier Jahreszeiten hat in der bildenden Kunst Europas zu jeder Zeit eine wichtige Rolle gespielt. Meist als vierteiliger Zyklus angelegt, symbolisierte die Abfolge von Frühling, Sommer, Herbst und Winter den ewigen Kreislauf der Natur, dem der Mensch unterworfen ist, das Werden und Vergehen, Wachsen und Reifen, Vergänglichkeit und Erneuerung.
Die Jahreszeiten versinnbildlichen sowohl das Vergehen der Zeit als auch die regelmäßige, endlose Wiederkehr der natürlichen Rhythmen. Besonders in ihrer ersten Bedeutung stellen sie ein Vanitas-Symbol dar und sind für die vier Lebensalter des Menschen sprichwörtlich geworden.

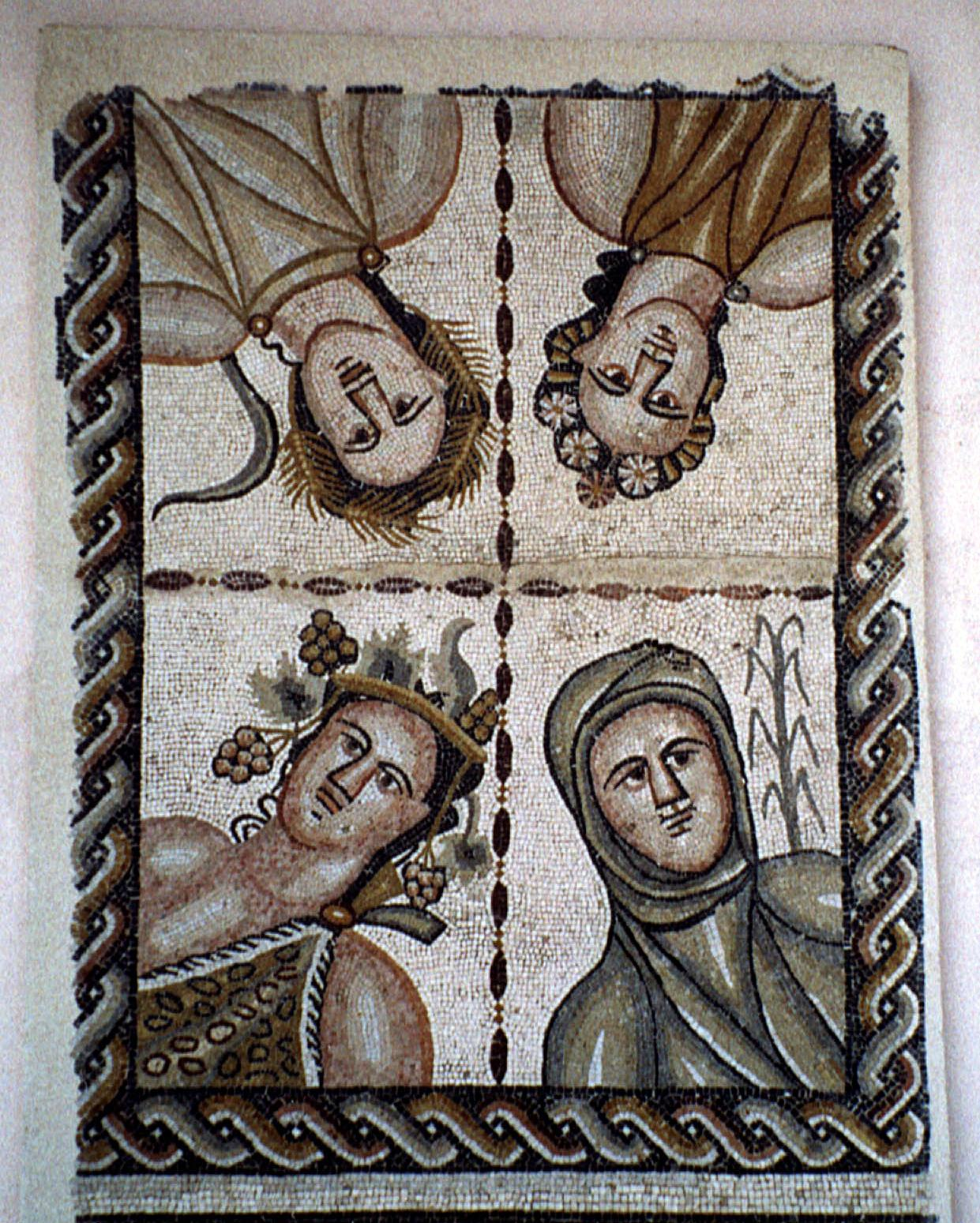
Bodenmosaik der vier Jahreszeiten aus dem 4. Jahrhundert (Madrid)

Die Jahreszeiten können entweder als allegorische Personifikationen auftreten oder als saisonal geprägte, typisierte Landschaften (oft mit Menschen, die eindeutige zeitgebundene landwirtschaftliche Tätigkeiten verrichten) gestaltet sein. Beide Formen sind eng verwandt mit der Tradition der Monatsbilder, beide Genres haben sich im Laufe der Jahrhunderte immer wieder gegenseitig ikonographisch beeinflusst.

## Frühling
Die Person des Frühlings ist meistens eine junge Frau, die einen Blütenkranz trägt und manchmal in beiden Händen Blumenzweige hält.
Die Landschaft der Frühlings wird oft durch Pflügen und Säen sowie vereinzeltes Grün charakterisiert.

## Sommer
Die Person des Sommers ist meist mit den Attributen der reifen Früchte bzw. Kornähren ausgestattet. Einige Künstler, wie der Schweizer Bildhauer Ferdinand Schlöth, kombinierten sie mit der biblischen Figur der ährenlesenden Rut.
Die Landschaft des Sommers wird meist durch die Darstellung der Ernte von Getreide oder Gras bestimmt.

## Herbst
Die Person des Herbstes ist häufig mit Weintrauben und bunten Blättern geschmückt.
Die Landschaft der Herbstes zeichnet sich oftmals durch die Darstellung der Weinernte aus.

## Winter
Die Person des Winters ist wegen der Kälte meist dick vermummt.
Die Landschaft des Winters ist in der Regel unmittelbar durch den Schnee erkennbar.

## Bildergalerie

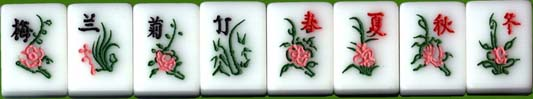
Chinesische Blumensymbole der Jahreszeiten

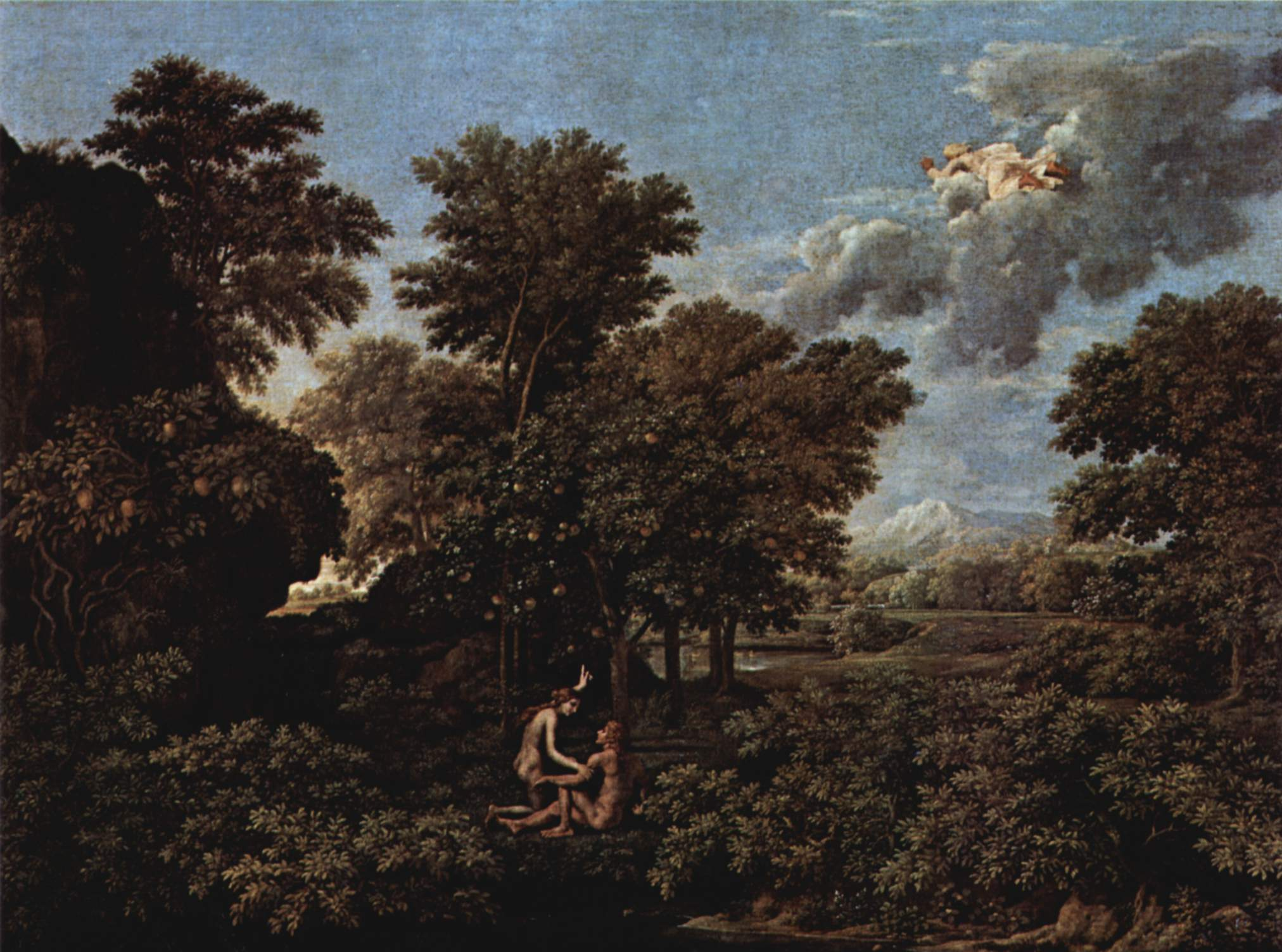
Nicolas Poussin, Der Frühling oder das irdische Paradies, 1660–1664
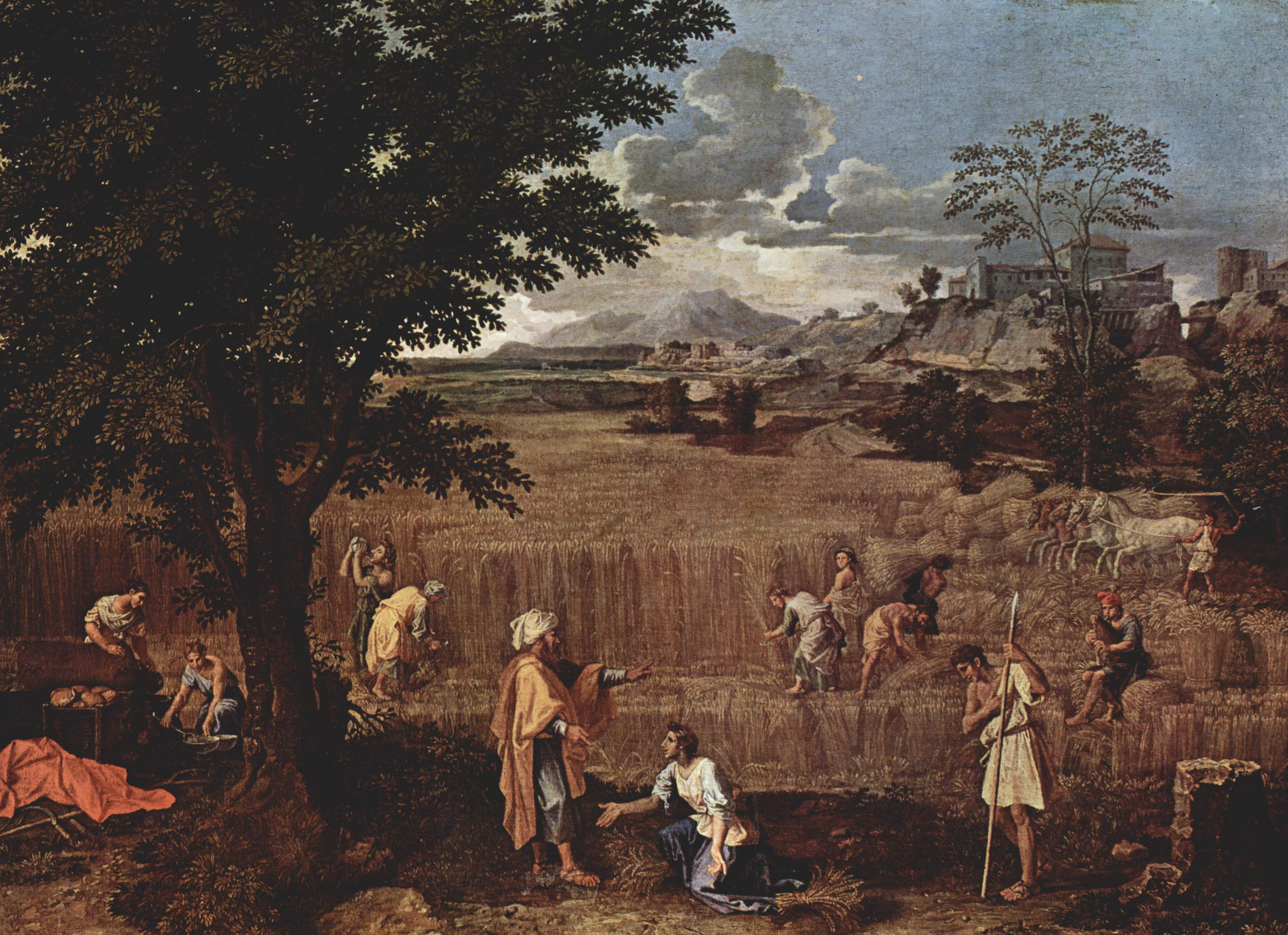
Nicolas Poussin, Der Sommer oder Ruth und Boas, 1660–1664
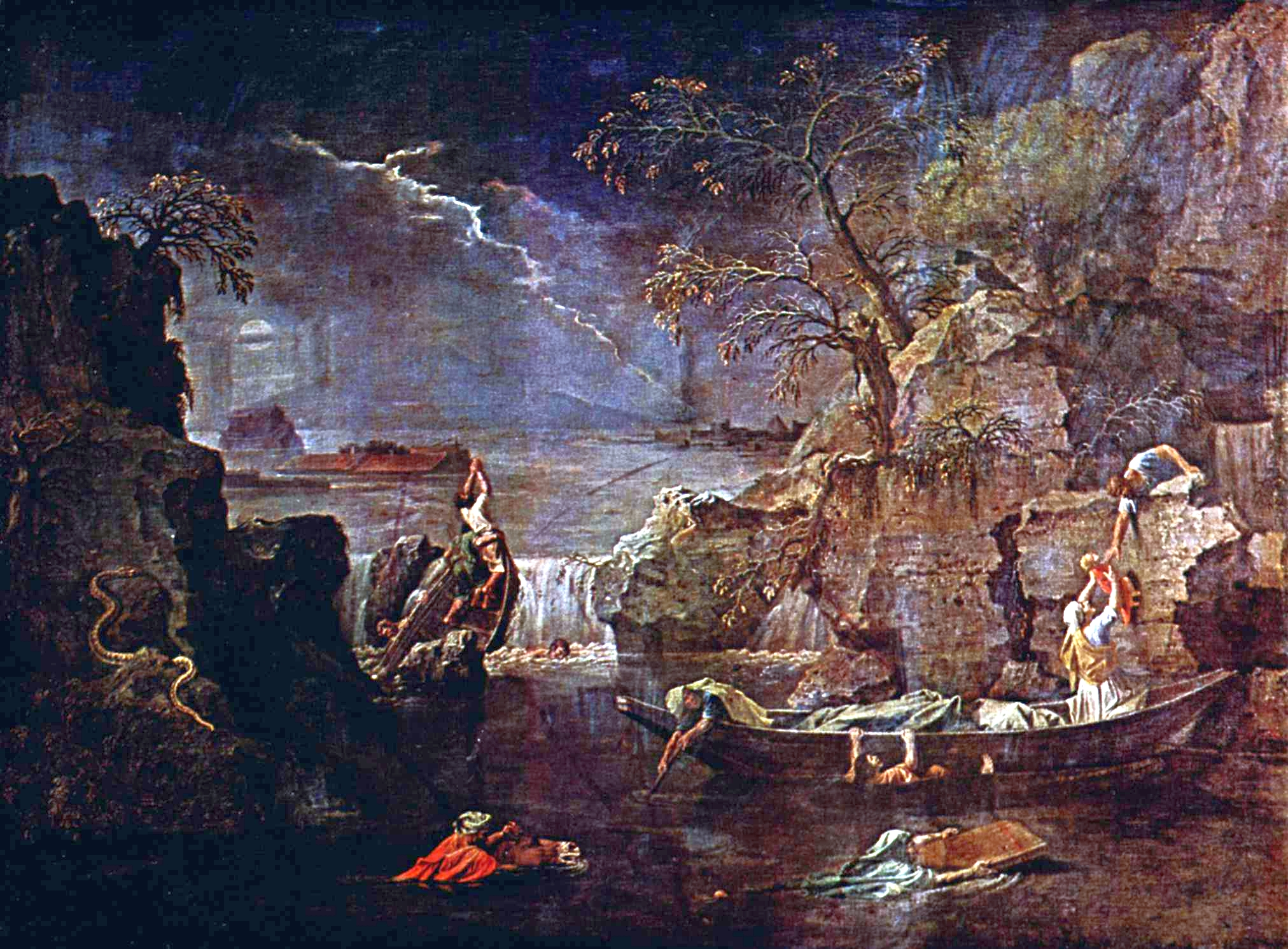
Nicolas Poussin, Der Winter oder die Sintflut, 1660–1664
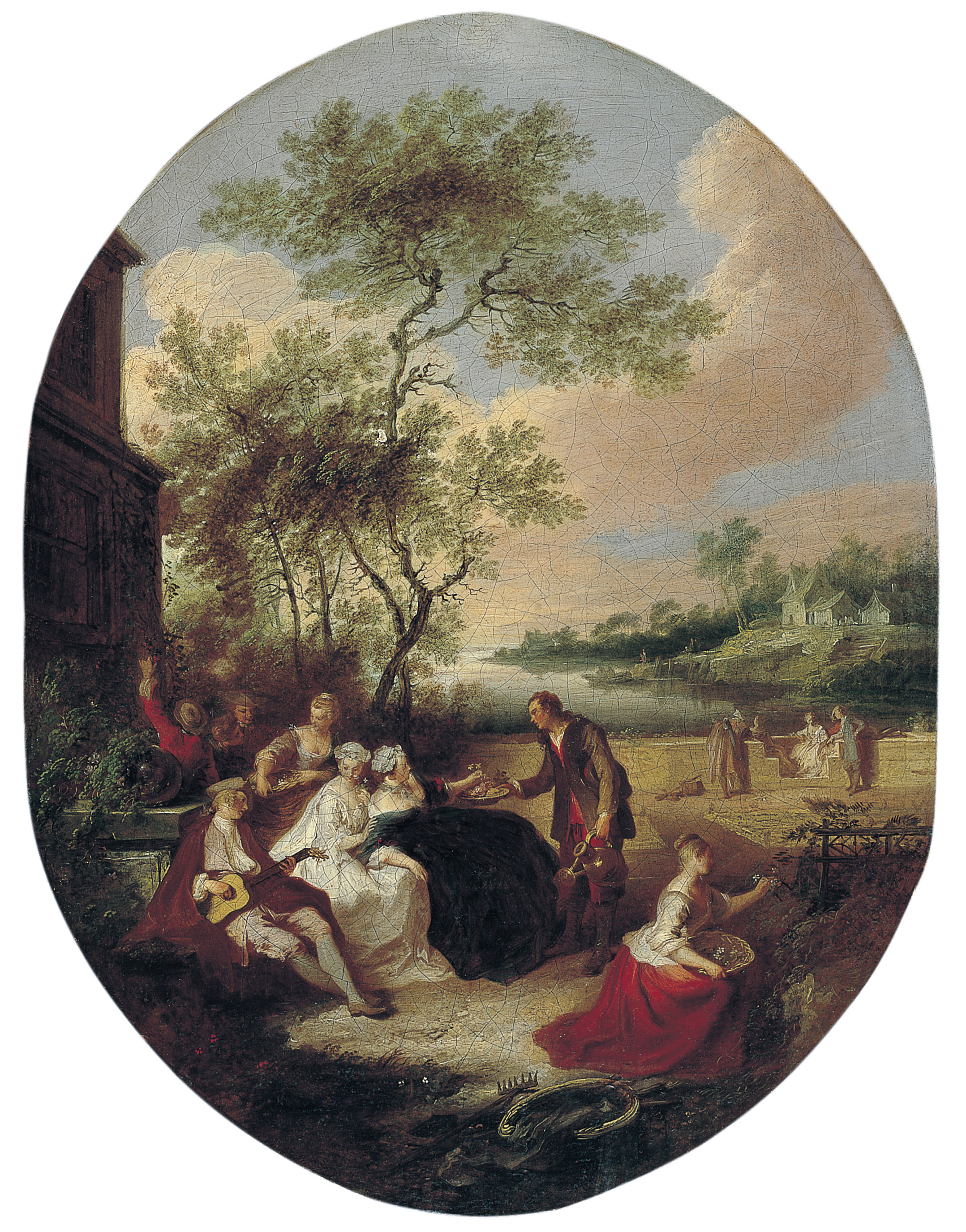
Pierre-Antoine Quillard Frühling um 1730
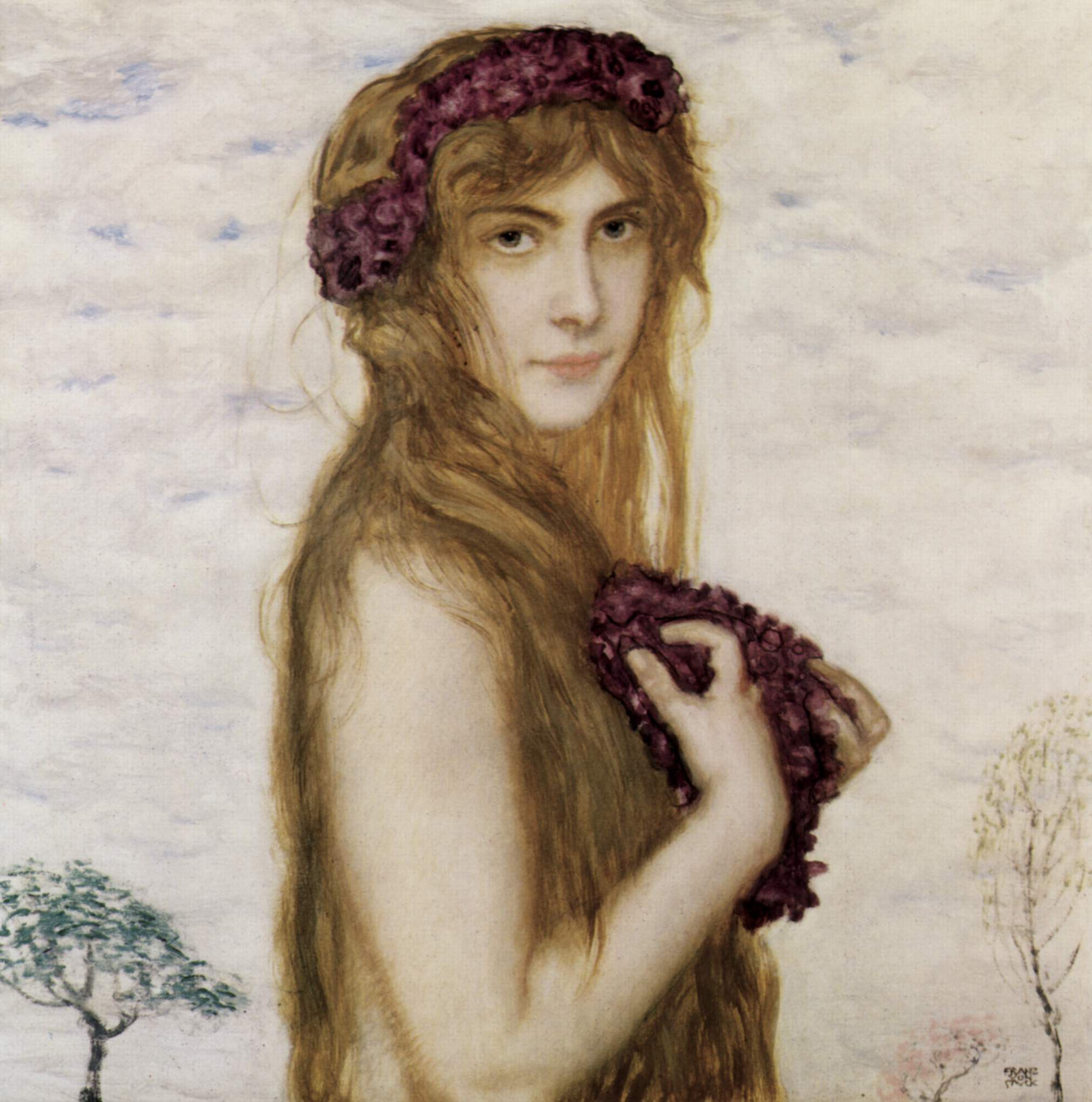
Franz von Stuck, Frühling
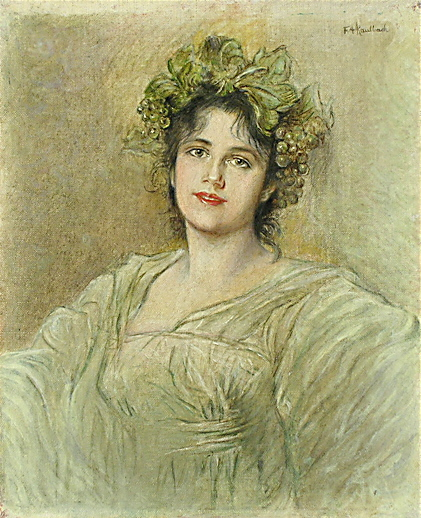
F.A.Kaulbach, Allegorie des Herbstes
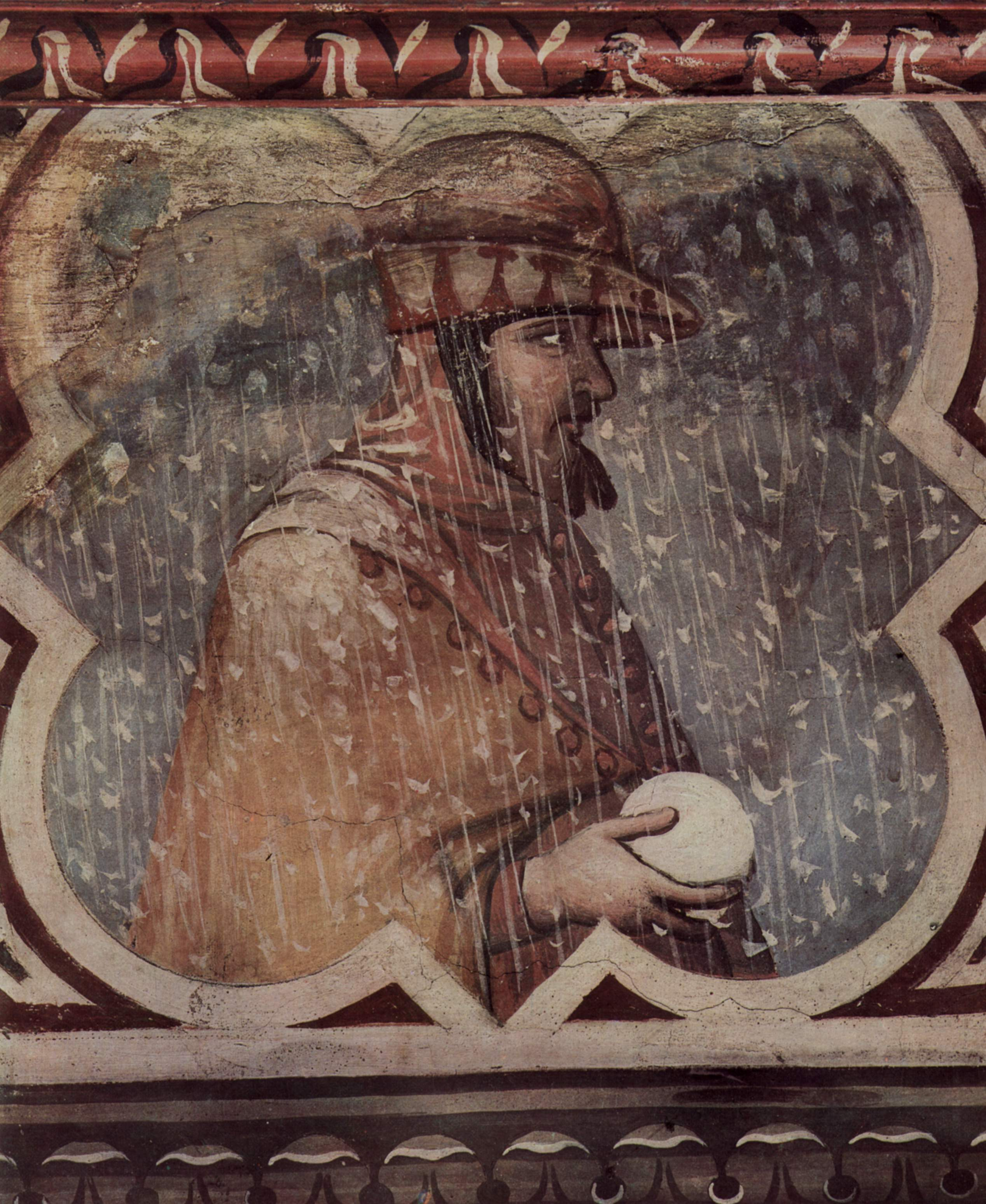
Ambroglio Lorenzetti, Allegorie des Winters

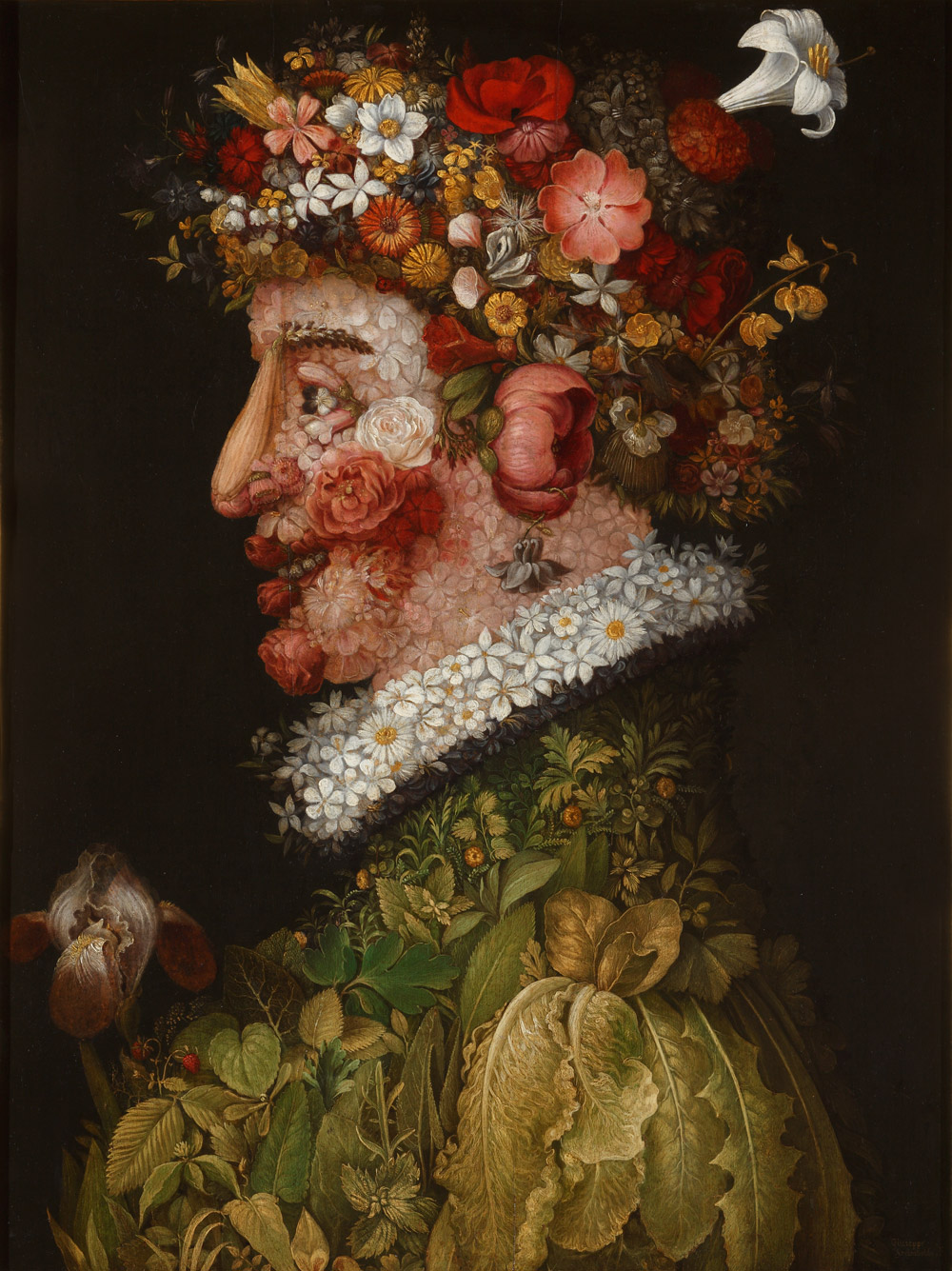
Der Frühling, 1563
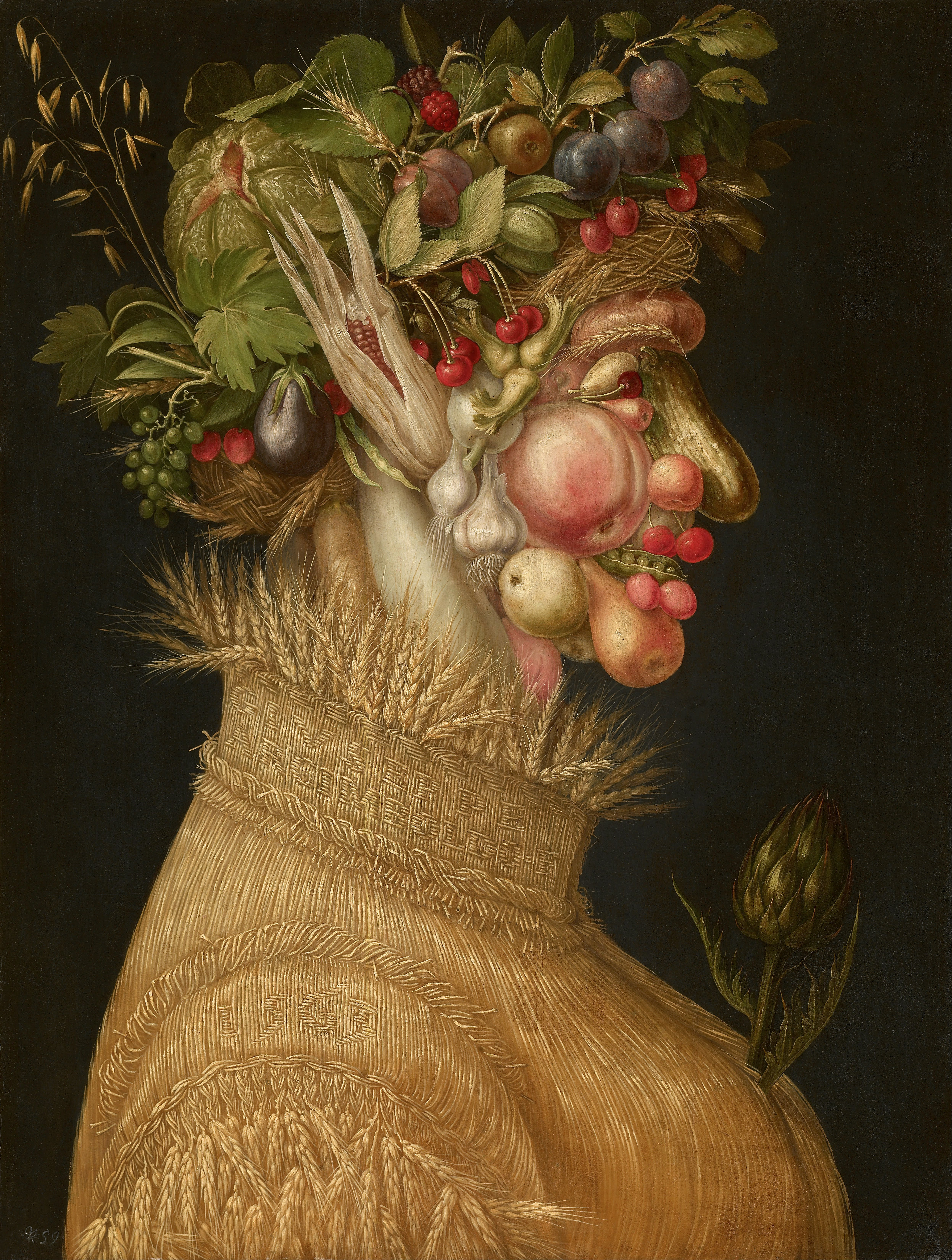
Der Sommer, 1563
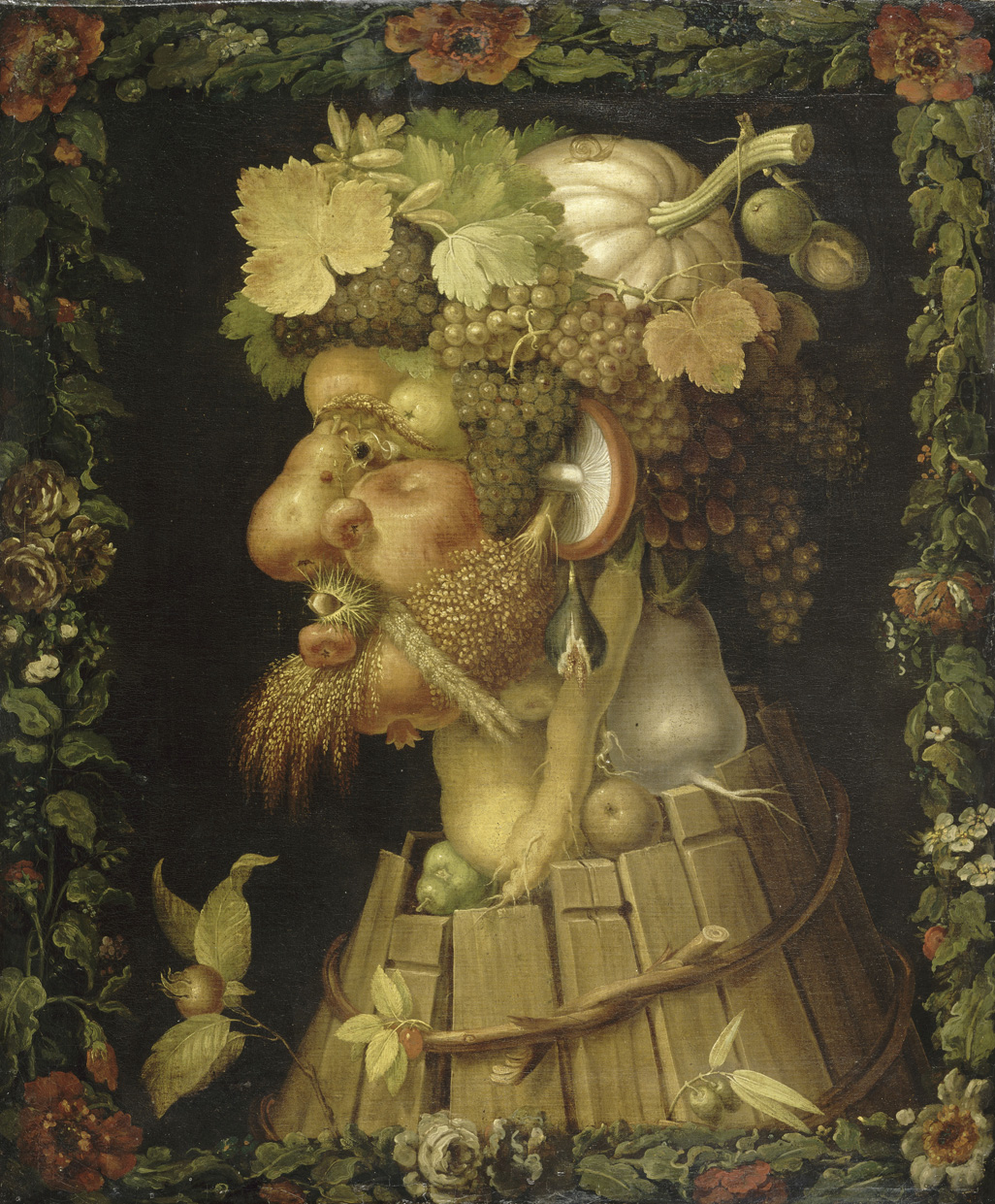
Der Herbst, 1573
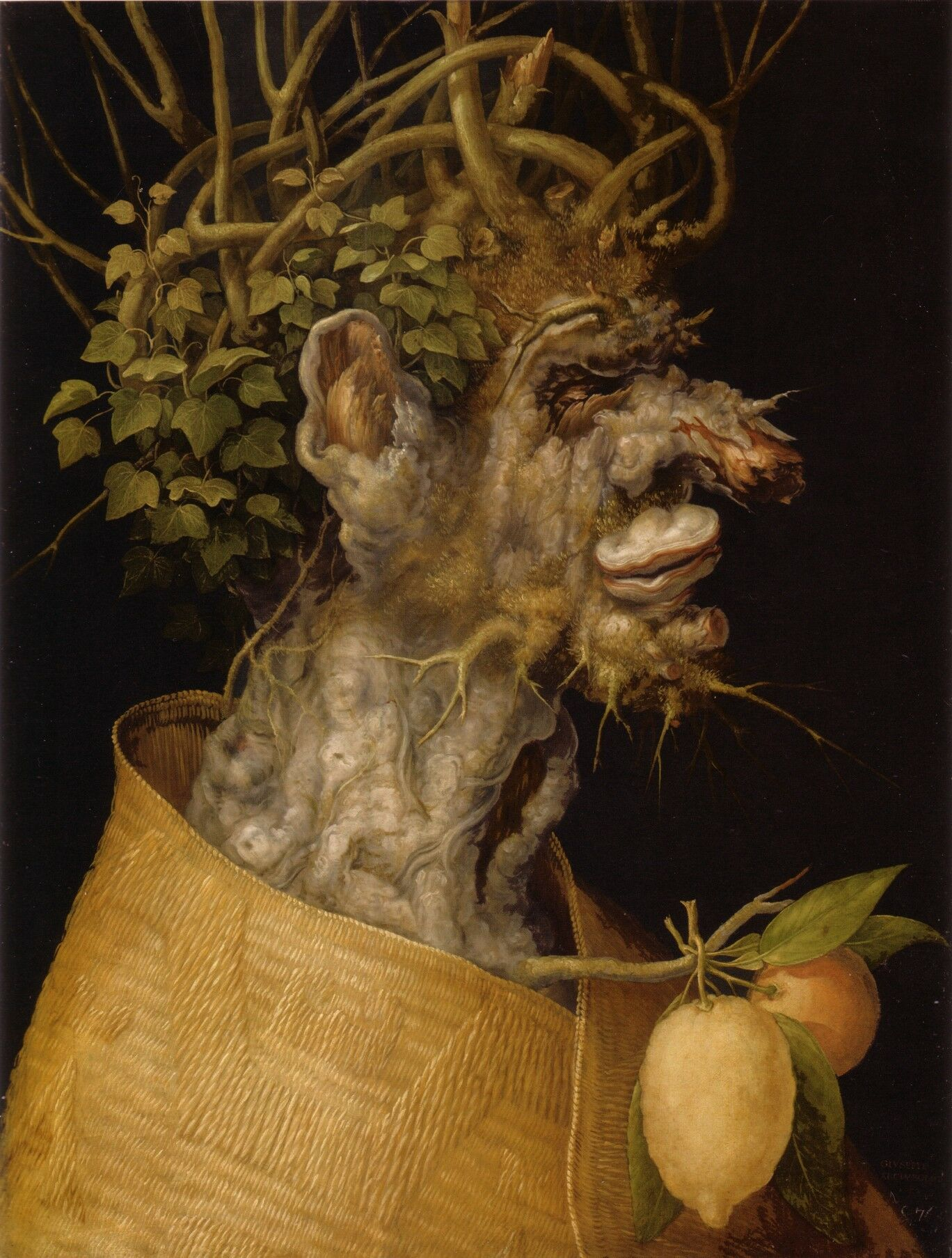
Der Winter, 1563